# Okrucieństwo za honor
Okrucieństwo za honor (hiszp.: La crueldad por el honor) – dramat Juana Ruiza de Alarcóna oparty na nieudanej próbie objęcia władzy nad królestwem Aragonu przez uzurpatora w połowie XII wieku.

## Data powstania utworu
Dramat Okrucieństwo za honor, powstał pomiędzy 1619 a 1622 rokiem. Autor wydał go w Części drugiej swoich dramatów w 1634 roku w Barcelonie.

## Osoby
| Osoba                    | Jej rola w dramacie                                |
| ------------------------ | -------------------------------------------------- |
| Don Pedro Ruiz de Azagra |                                                    |
| Nuño Aulaga              | uzurpator podający się za Alfonsa I, ojciec Sancha |
| Petronela Aragońska      | królowa matka, regentka Królestwa Aragonu          |
| Król Alfons              | małoletni król Aragonu                             |
| Sancho Aulaga            | syn Nuña, dowódca sił królewskich                  |
| Książę Urgel             | arystokrata aragoński                              |
| Don Bermudo              | książę Montpellier                                 |
| Donia Teresa             | córka don Bermuda                                  |

## Czas i miejsce akcji
Akcja dramatu rozgrywa się dwadzieścia osiem lat po bitwie pod Fragą (1134), a więc w roku 1162, w okresie małoletności króla Alfonsa II. Miejscem akcji jest Saragossa i jej okolice.

## Treść

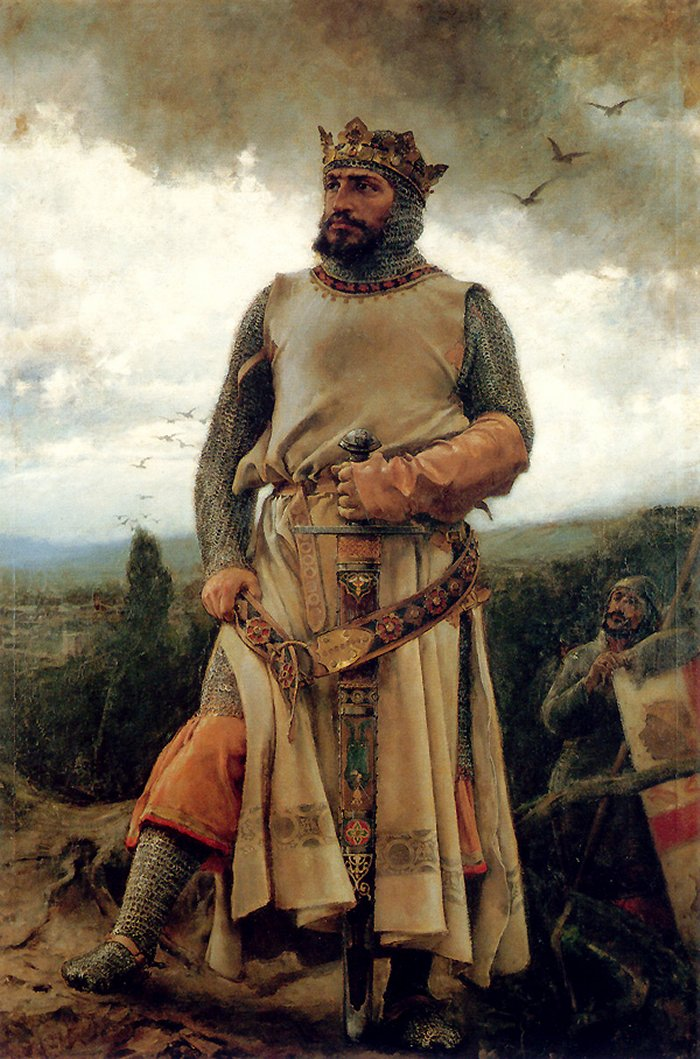
Alfons I. Obraz Francisca Pradilli. 1879

Pedro Ruiz de Azagra polując w górach w okolicach Saragossy natyka się na starca, który podaje się za pielgrzyma powracającego z Ziemi Świętej, gdzie pozostawał od pamiętnej bitwy pod Fragą. Gdy oznajmia, że jest, uznanym za poległego w bitwie, królem Alfonsem i okazuje na dowód sakwę królewską, Pedro przysięga walczyć za niego. Tymczasem królowa Petronela broni korony swego syna Alfonsa II przed pretensjami możnych panów, jak królowa Maria w Kobiecej roztropności Tirsa de Moliny. Wśród wielkich wasali tylko młody Sancho Aulaga pozostał wierny królowej. Odkąd Pedro Ruiz ogłosił powrót starego króla Alfonsa, a seniorzy porzucili sprawę królowej dla swojej własnej, tylko Sancho jest gotów bronić królowej i jeśli zajdzie potrzeba zginąć za nią.
Uzurpator odbiera hołd wasali. Sancho zostaje wyznaczony przez królową dowódcą wojsk królewskich. Nie wie, że uzurpator jest jego ojcem, towarzyszem zabitego króla, Nuñem Aulagą. Obiecuje królowej rzucić pod jej nogi głowę samozwańca. Królowa przyrzeka mu rękę, jego ukochanej, doni Teresy. Nuño, pod pretekstem powstrzymania rozlewu krwi, spotyka się w polu ze swym synem. Wyznaje mu, że jest jego ojcem, że przed laty poślubił jego matkę donię Teodorę de Lara, przewyższającą go urodzeniem. Po ślubie dowiedział się, że nie był pierwszym mężczyzną w jej życiu. Próbował pomścić swą krzywdę na jej kochanku, don Bermudzie, księciu Montpellier, nie miał jednak dostatecznych sił. Wtedy przystał do króla. Gdy ten zginął pod Fragą, zabrał jego sakwę i włożył jego zbroję. Ponieważ był do niego podobny wiekiem i posturą, dziś, po latach, cały Aragon uznaje go za swego władcę. Sancho czuje się rozdarty pomiędzy ojcem a królową. Nuño ostrzega go, że jeśli do niego nie przystanie oznajmi wszystkim, że jest jego ojcem, a jego matka została zhańbiona. Kiedy Sancho grozi, że go uprzedzi, rozchodzą się do swoich wojsk.
Żołnierze Sancha uznają w jego ojcu swego króla Alfonsa I Walecznego i aresztują swego dowódcę. Sancho zostaje więźniem księcia Urgel i pana Montpellier. Na prośbę ojca zostaje mu darowane życie. Zwycięski Nuño wypuszcza syna z więzienia. Królowa poznaje nowego króla. Syn staje u boku ojca. Spełniwszy swoje pragnienia Nuño zajmuje się zemstą. Prosi Bermuda o spotkanie nocą w ogrodzie, gdzie wyjawia mu, że jest mężem uwiedzionej przez niego Teodory i zwabił go tu, by dokonać na nim zemsty. Okazuje się jednak, że Bermudo postarał się o ukrytych świadków, którzy rzucają się na nieostrożnego Nuña. Zdemaskowany uzurpator zostaje uwięziony, osądzony i skazany na śmierć. Na godzinę przed wykonaniem kary śmierci Sancho odwiedza ojca w więzieniu. Jest zgnębiony oskarżeniami o współudział w ojcowskim spisku i czekającą ojca haniebną śmiercią. Przynosi mu sztylet, żeby z honorem odebrał sobie życie. Ojciec jednak wybiera go na swego kata i mściciela hańby wyrządzonej matce. Sancho zabija go. Zjawia się podczas koronacji małego króla Alfonsa i oddaje się na jego służbę dementując pogłoski o tym, jakoby uzurpator, którego własnoręcznie zabił był jego ojcem, a jego matka została zhańbiona. Jego słowa w zaskakujący sposób potwierdza don Bermudo. Ujawnia, że to on jest ojcem Sancha, który począł się w okresie jego narzeczeństwa z donią Teodorą. Król odebrał mu ją siłą i wydał za Nuña, po jego śmierci w bitwie, Bermudo poślubił ją jednak i tym samym zalegalizował pochodzenie Sancha. Sancho traci w ten sposób szansę poślubienia doni Teresy, która okazuje się jego siostrą, ocala jednak swój honor.

## Analiza

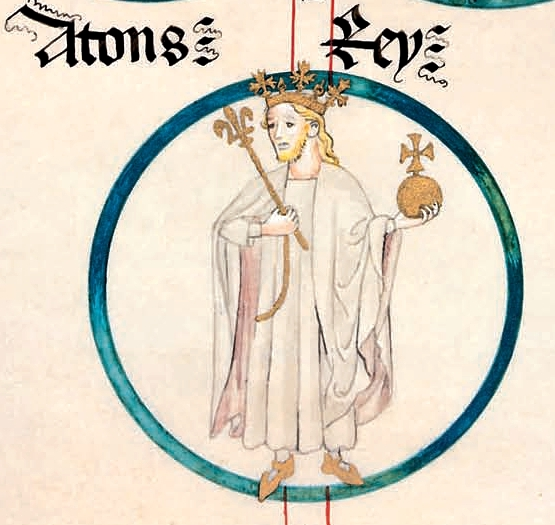
Alfons II

Fabuła utworu została oparta na epizodzie z księgi XI, rozdziału IX Historii general de España Juana de Mariany, rozgrywającym się w Aragonie w XII wieku: Jakiś uzurpator stanął na czele niezadowolonych i podał się za króla Alfonsa, który zginął dwadzieścia osiem lat wcześniej w Palestynie, w bitwie pod Fargą. Oznajmił, że rozczarowany sprawami tego świata, aż dotąd ukrywał się w Azji. Wiekiem i wyglądem przypominał zmarłego króla, co dało mu niezbędny kredyt zaufania. Tłum, który jest miłośnikiem bajek, dorzucił jeszcze nieco do tego i rząd królowej znalazł się w pogardzie. Mogło dojść do wielkiego zła, gdyby uzurpator nie został schwytany i zabity w Saragossie. Taka była odpłata dla naciągacza i koniec tej źle wykoncypowanej tragedii.
Ta krwawa tragedia w typie calderoniańskim ma za główny temat konflikt honoru. Alarcón daje w niej również swoją wizję dobrego rządu, który jest przede wszystkim sprawiedliwy, uczciwy i przychylny swoim poddanym.